# DeSoto (Texas)
La ville américaine de DeSoto est située dans le comté de Dallas, dans l’État du Texas. Lors du recensement de 2010, elle comptait 49 047 habitants.